# روبرت دبليو. سميث (كاتب)
روبرت دبليو. سميث (بالإنجليزية: Robert W. Smith)‏ هو مدرس ومؤرخ وكاتب أمريكي، ولد في 27 ديسمبر 1926 في آيوا في الولايات المتحدة، وتوفي في 1 يوليو 2011 في كارولاينا الشمالية في الولايات المتحدة.